# Angrogna

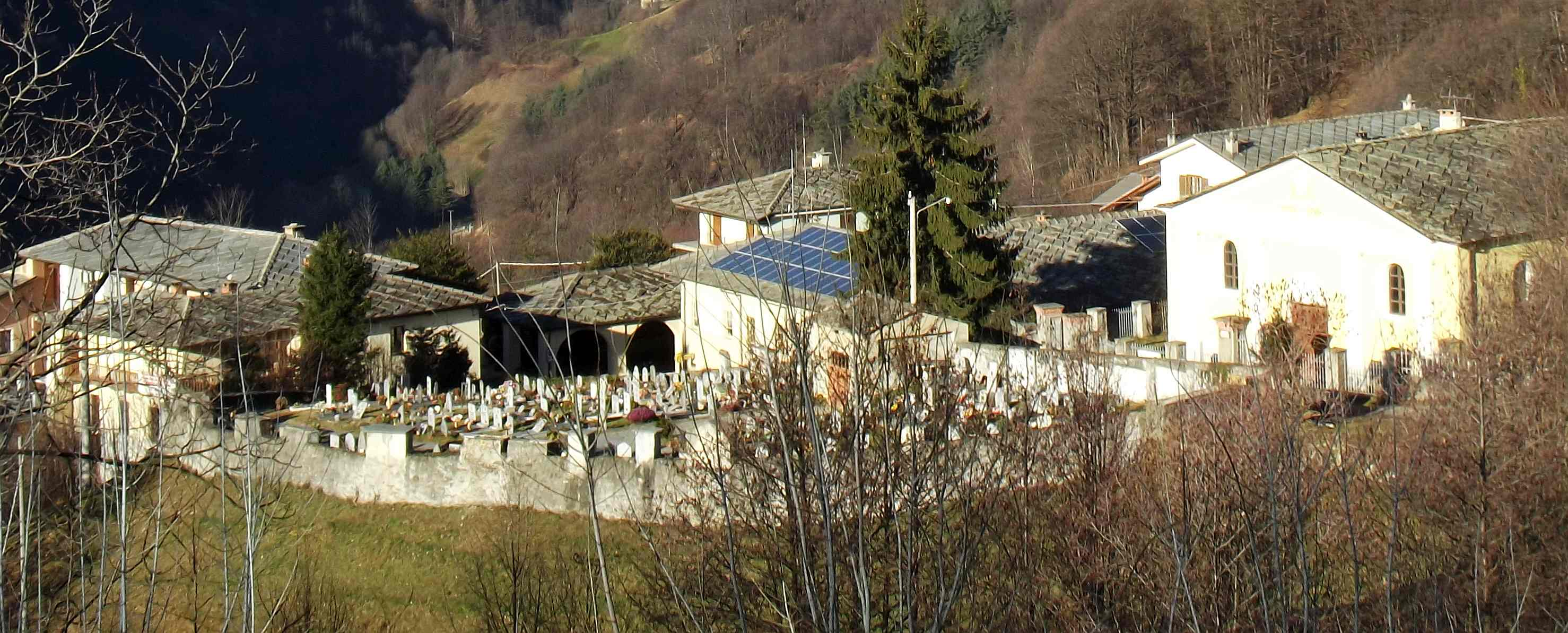
Panorama

Angrogna (en piamontés Angreugna, en ocitano Angruenha) es un municipio de 777 habitantes de la provincia de Turín, dista 55 km (kilómetros) de Turín. Situado en el Valle del Pellice, ocupa todo el valle donde corre el torrente Angrogna. Conjuntamente con Torre Pellice es el centro más importante de la Iglesia valdense.

## Historia
La historia de Angrogna está relacionada con la historia de los valdenses, los que se trasladaron a esta zona, de difícil acceso en la Edad Media. En 1532, en la localidad de Cianforan se desarrolló el sínodo de las iglesias Valdenses de Francia, de las Calabrias y de las Puglie (Apulia). En esa ocasión se decidió, por la asamblea sinodal, la adhesión a la Reforma Protestante y la impresión de la llamada Biblia de Olivetan, la que se imprimió tres años más tarde.
Con el inicio de la celebración del culto público se iniciaron también duras persecuciones a los Valdenses. Las localidades de Pradeltorno (1 024 mslm), bastión natural por su conformación geográfica, fue el centro de la resistencia valdense en el período que va del siglo XV al siglo XVIII. Para pacificar el territorio fue necesaria la intervención de Carlos Alberto de Saboya, quién concedió la libertad de culto a los Valdenses el 17 de febrero de 1848. Como recuerdo de las persecuciones se conserva aun hoy una especie de catacumba conocida como la "ghieisa d'la tane" (la iglesia de la cueva).

## Lugares de interés
En Angrogna se conserva el templo Valdense más antiguo del valle de Pinerolo, edificado originalmente en 1555, destruido y reconstruido en varias ocasiones. En la plaza principal del pueblo se encuentra "La peira d'la rasoun"  (La piedra de la razón) a la cual los deudores inadimplentes eran amarrados.
Entre otras atracciones dignas de mención se encuentran: en la localidad de Serre, el monumento levantado en memoria del Sínodo de 1532; en la localidad de Pradeltorno, la iglesia gótica erigida en el Ochocientos; y, la "Scuola dei Barba" (Escuela de los Barba) en la cual se formaban los predicadores Valdenses, conocidos como "Barba" (Barbados).

## Demografía
Se observa una tendencia a la disminución de la población a partir del máximo alcanzado en el censo del 1871. En 1991, 120 años después, la población solo alcanza el 27 % del máximo  histórico.
| Gráfica de evolución demográfica de Angrogna entre 1861 y 2011 |
|                                                                |
| fuente ISTAT - elaboración gráfica por Wikipedia               |

Fuente